# Wolfgang Irschik
Wolfgang Irschik (* 11. Oktober 1959 in Wien) ist ein österreichischer Politiker (FPÖ). Er ist seit 2010 Abgeordneter zum Wiener Landtag und Mitglied des Wiener Gemeinderats.

## Politik
Von 1991 bis 2010 war er Mitglied der Bezirksvertretung von Wien-Floridsdorf. Seit 2006 ist er auch  Bezirksparteiobmann FPÖ Floridsdorf. Seit dem 25. November 2010 ist er Abgeordneter zum Wiener Landtag und Gemeinderat. Sein Mandat erlangte er im Wahlkreis Floridsdorf. Im Landtag ist er Mitglied des Immunitätskollegiums und des Unvereinbarkeitsausschusses.

## Privat
Irschik absolvierte nach Volksschule und Gymnasium eine Ausbildung zum Großhandelskaufmann und arbeitete von 1978 bis 1981 in dem Beruf. 1981/1982 war er als freier Mitarbeiter in der Ö3-Musikredaktion tätig. Seit 1982 ist er Polizeibeamter.